# 布勒橋
布勒橋（英語：Burrard Bridge）是加拿大卑詩省溫哥華市內一條桁架桥，橫越福溪的西端，連接溫哥華市中心及基斯蘭奴區。大橋現時有5條行車綫，貫通兩岸的布勒街，並設於行車綫兩旁設有行人及單車通道。大橋的装饰风艺术風格令其成為溫市的主要地標之一。

## 歷史

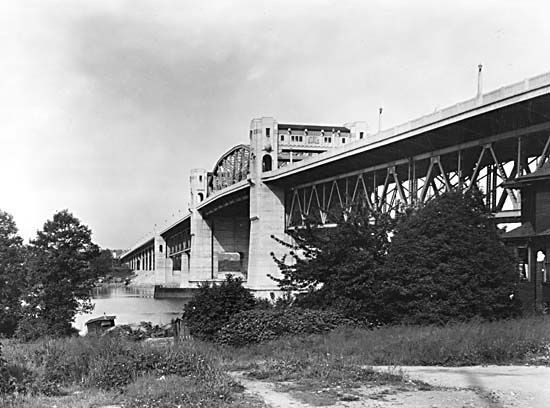
1932年的布勒橋

溫哥華市政府於1920年代委託顧問公司為市内規劃進行研究。研究報告倡議市府在福溪的西端興建一條行車大橋連接市中心和基斯蘭奴，而工程師約翰·格蘭特亦於1927年完成大橋的初步設計。市政府於1929年5月15日就大橋的集資事務舉行公投；過半數選民支持市府的300萬元集資方案，但方案卻未達致60%門檻而被否決。格蘭特其後更改大橋的設計，在行車綫的下方預留空間待日後興建鐵路通道層。新方案在同年12月11日舉行的第二次公投中獲超過60%選民支持而被通過。
大橋工程於1930年12月8日展開，而大橋的上層行車綫則於1932年7月1日通車。市府本來打算利用聯邦政府提供的撥款興建下層鐵路通道，但聯邦政府一直沒有提供該項撥款，此計劃因而告吹。大橋貫通了福溪北岸的布勒街和南岸的暑打街（Cedar Street），而市府亦於1938年將暑打街更名為布勒街。
市府從1996年3月26日起試行將大橋其中一條行車綫改為單車綫。試行計劃原定為期六個月，但因市内駕駛人士大力反對而於一星期後結束。
市議會於2009年5月7日通過方案，將大橋的南行慢綫改為南行單車專綫、北行行人和單車通道改為北行單車專綫、以及將南行行人和單車通道改為來回行人專綫；南行汽車交通因此由三條行車綫減少至兩條。計劃實施兩星期後，市府稱橋上的單車流量上升約30%，汽車流量則略為減少。區内商戶則指出計劃實施以來，他們的營業額大幅減少。

### 引用文獻
- Donald Luxton & Associates.  (PDF). 2001  [2009-05-11]. （原始内容存档 (PDF)于2011-11-16）.

## 外部連結
- Structurae数据库中Burrard Street Bridge的数据
- Burrard Bridge Lane Reallocation Trial （页面存档备份，存于）